# ダンキンドーナツ
ダンキンドーナツ（英語: Dunkin' Donuts LLC）は、アメリカ合衆国のドーナツのファストフードチェーンである。マサチューセッツ州カントンに本社を置く。主力商品のドーナツの他、コーヒー、マフィン、ベーグルサンドイッチなども扱っている。屋号としての表記は「ダンキン（英語: Dunkin'）」。会社標語は「America Runs on Dunkin」。
店名は、ドーナツをミルクやコーヒーに浸して（Dunkin'）食べる欧米の習慣にちなむ。この食べ方は1934年の映画『或る夜の出来事』でクラーク・ゲーブル演ずる主人公・ピーター・ウォーンがドーナツの食べ方として紹介していたことから来ている。

## 沿革
ダンキンドーナツの創業者は、アメリカ合衆国在住の東欧系ユダヤ人であったウィリアム・ローゼンバーグである。1946年にマサチューセッツ州クインシーの工場労働者のためにトラックでサンドイッチなどの移動販売を始めたが、コーヒーとドーナツの売り上げが大きいことに気づき、1948年にクインシーでドーナツ専門店「Open Kettle（オープンケトル）」を開業。
1950年に「Dunkin' Donuts（ダンキンドーナツ）」に社名変更し、フランチャイズ展開を開始する。創業者のローゼンバーグは、義妹の夫ハリー・ウィノカーとともに会社を経営していたが、経営方針の違いからウィノカーは1956年に独立し、ボストンでミスタードーナツを創業した。
1990年にミスタードーナツとともにバスキン・ロビンスの親会社だったアライド・ライオンズ（後のアライド・ドメク）に買収され、北米のミスタードーナツ店舗は順次ダンキンドーナツへ転換された（現在アメリカ国内においてミスタードーナツブランドで営業している店舗はイリノイ州に1店舗残るのみとなっている）。1994年にはアライド・ドメク・クイックサービスレストラン（後のダンキン・ブランズ）の傘下となる。
2005年にアライド・ドメクがフランスの酒業メーカーペルノ・リカールに買収されたのに伴い、2006年にダンキン・ブランズはカーライル・グループ、ベインキャピタル、トーマス・H・リー・パートナーズのプライベート・エクイティ・ファンド3社で構成されるコンソーシアムに売却された。その後、ダンキン・ブランズは2012年8月にコンソーシアムから完全に独立した。
2018年9月25日に飲料やドーナツ以外のファストフードに重点を移している実態を反映するため、2019年1月から屋号を「Dunkin'（ダンキン）」に再変更することを発表した。
2020年10月31日にインスパイア・ブランズがダンキン・ブランズを113億ドルで買収すると発表した。同年12月15日に買収が完了し、現在ダンキンドーナツはバスキン・ロビンスとともにインスパイア・ブランズの傘下となっている。

## 世界での展開
現在、世界29か国で約6,000店舗を展開している世界最大のドーナツチェーンである。
2017年、世界45か国で1万2000店舗以上を展開している。
米国国内の店舗は北東部と中部大西洋岸の州に集中している。
2017年、オランダに開店した。
2025年5月、フランスに店舗を開店する。

### 店舗を展開している国および地域
- アメリカ合衆国（グアム・プエルトリコを含む）
- アラブ首長国連邦
- アルバ
- インドネシア
- エクアドル
- ケイマン諸島
- カタール
- カナダ
- ギリシャ
- コロンビア
- サウジアラビア
- スペイン
- タイ王国
- 韓国
- チリ
- ドイツ
- トルコ
- ニュージーランド
- パキスタン
- パナマ
- バハマ
- フィリピン
- ブラジル
- ブルガリア
- ペルー
- ホンジュラス
- マレーシア
- メキシコ
- レバノン

## 日本での展開
日本では1971年9月に、初の海外店舗として東京・銀座にオープンした。日本での展開にあたり、当初はセゾングループのレストラン西武（のちの西洋フードシステムズ）の一部門に組み入れられた後、セゾングループの株式会社ディー・アンド・シーが店舗展開していた。
しかし、後発のミスタードーナツに市場を奪われたため、子会社として吸収した吉野家に店舗ごと押し付けることとなった。1988年にディー・アンド・シーは株式会社吉野家（初代法人）と合併して株式会社吉野家ディー・アンド・シーとなる（法人としては現在の株式会社吉野家ホールディングスにあたる）。吉野家が店舗の受け皿として選ばれた理由は、1983年に経営破綻してセゾングループ傘下で経営再建をしており、当時は同系列にあったためだが、ディー・アンド・シーとの合併前年の1987年に吉野家は更生計画を終結している。
ドーナツだけではミスタードーナツに太刀打ちできないと判断し、サンドウィッチなども発売していたが、業績不振によって吉野家ディー・アンド・シーは1998年にドーナツ事業から撤退した。これにより、在日米軍基地内の店舗を除いて日本からは姿を消している。
当時の吉野家社長であった安部修仁は後年、「利用動機が牛丼店の対極にあるドーナツ店では、吉野家で培った経験を活かせなかった」と述懐している。
テレビCMは沖縄県を中心に行われ、アメリカ本国と共通のものが放送された。